# La Voluntad del muerto
Pour plus de détails, voir Fiche technique et Distribution.
La Voluntad del muerto est un film américain de Enrique Tovar Ávalos et George Melford, sorti en 1930. Considéré comme perdu, c'est la version en espagnol de The Cat Creeps.

## Fiche technique
- Titre : La Voluntad del muerto
- Réalisation : Enrique Tovar Ávalos et George Melford
- Scénario : Gladys Lehman, William Hurlbut et Baltasar Fernández Cué d'après la pièce The Cat and the Canary de John Willard
- Photographie : George Robinson
- Pays de production :  États-Unis
- Format : Noir et blanc
- Genre : horreur
- Date de sortie : 1930

## Distribution
- Antonio Moreno : Pablo
- Lupita Tovar : Anita
- Andrés de Segurola : Crosby
- Roberto E. Guzmán : Enrique
- Paul Ellis : Carlos (sous le nom de Manuel Granado)
- Lucio Villegas : le docteur
- Agostino Borgato : Hendricks
- Conchita Ballesteros : Cecilia
- María Calvo : Susana
- Soledad Jiménez : Mammy
- Manuel Ballesteros
- Pablo Álvarez Rubio